# Now What?!
Now What?! – dziewiętnasty album studyjny brytyjskiej rockowej grupy Deep Purple. Został wydany 30 kwietnia 2013 roku, zaś jego produkcją zajął się Bob Ezrin. Powstała także specjalna strona internetowa, za pośrednictwem której zespół informował o stanie prac nad płytą. To pierwszy studyjny album grupy po ponad siedmiu latach przerwy, czyli od czasu wydanego w 2005 roku Rapture of the Deep.
26 lutego 2013 roku oficjalnie ogłoszono tytuł nadchodzącej płyty. Miesiąc później na CD oraz płytach gramofonowych ukazał się singiel promujący album, który składał się z utworów „Hell to Pay” oraz „All the Time in the World”.
Zespół potwierdził także, że 7 czerwca utwór „Vincent Price” zostanie udostępniony do cyfrowej dystrybucji, a także na CD oraz siedmiocalowych płytach gramofonowych. Na singiel składać się będzie także wcześniej niewydany utwór „First Sign of Madness”, dwa utwory z niedostępnej już edycji limitowanej Rapture of the Deep oraz teledysk.
Dwa utwory na albumie zadedykowano jednemu z założycieli Deep Purple, zmarłemu w lipcu 2012 roku Jonowi Lordowi. Są to „Uncommon Man” oraz „Above and Beyond”. W tekście tego drugiego zawarte zostały słowa „Souls having touched are forever entwined”, które Ian Gillan wygłosił podczas pogrzebu Lorda.

## Lista utworów
Autorami niemal wszystkich utworów są Don Airey, Ian Gillan, Roger Glover, Steve Morse, Ian Paice oraz Bob Ezrin. Autorem utworu 12. jest Jack Clement
| Nr  | Tytuł utworu                                                  | Długość |
| --- | ------------------------------------------------------------- | ------- |
| 1.  | „A Simple Song”                                               | 4:39    |
| 2.  | „Weirdistan”                                                  | 5:40    |
| 3.  | „Out of Hand”                                                 | 6:09    |
| 4.  | „Hell to Pay”                                                 | 5:10    |
| 5.  | „Bodyline”                                                    | 4:26    |
| 6.  | „Above and Beyond”                                            | 5:30    |
| 7.  | „Blood from a Stone”                                          | 5:18    |
| 8.  | „Uncommon Man”                                                | 7:02    |
| 9.  | „Après Vous”                                                  | 5:24    |
| 10. | „All the Time in the World”                                   | 4:21    |
| 11. | „Vincent Price”                                               | 4:46    |
| 12. | „It’ll Be Me” (utwór bonusowy)                                | 3:02    |
| 13. | „First Sign of Madness” (utwór bonusowy w niemieckim wydaniu) | 4:26    |
|     |                                                               | 1:05:53 |

## Twórcy
| Zespół Deep Purple w składzie - Don Airey – instrumenty klawiszowe - Ian Gillan – śpiew - Roger Glover – gitara basowa - Steve Morse – gitara - Ian Paice – perkusja | Muzycy sesyjni - Jason Roller – gitara akustyczna (10) - Eric Darken – perkusja (5, 10) - Mike Johnson – gitara stalowa (10, 11) - David Hamilton – dodatkowe instrumenty klawiszowe (2, 6, 8) - Studenci Nimbus School of Recording Arts – głosy gangu (4) - Bob Ezrin – dodatkowy śpiew wspierający oraz perkusja | Zespół produkcyjny - Bob Ezrin – produkcja - Li Xiao Le – asystent inżyniera - Zach Allan – dodatkowy inżynier (The Tracking Room) - Jarad Clement – dodatkowy inżynier (The Tracking Room) - Rob Harris – dodatkowy inżynier (Rainbow Recorders) - Mike Airey – dodatkowy inżynier (Rainbow Recorders) - Nathan Sage – dodatkowy inżynier (Rainbow Recorders) - Bob Ezrin – miksowanie - Justin Cortelyou – miksowanie - Greg Calbi – mastering (Sterling Sound, Nowy Jork) |